# Nina Hager

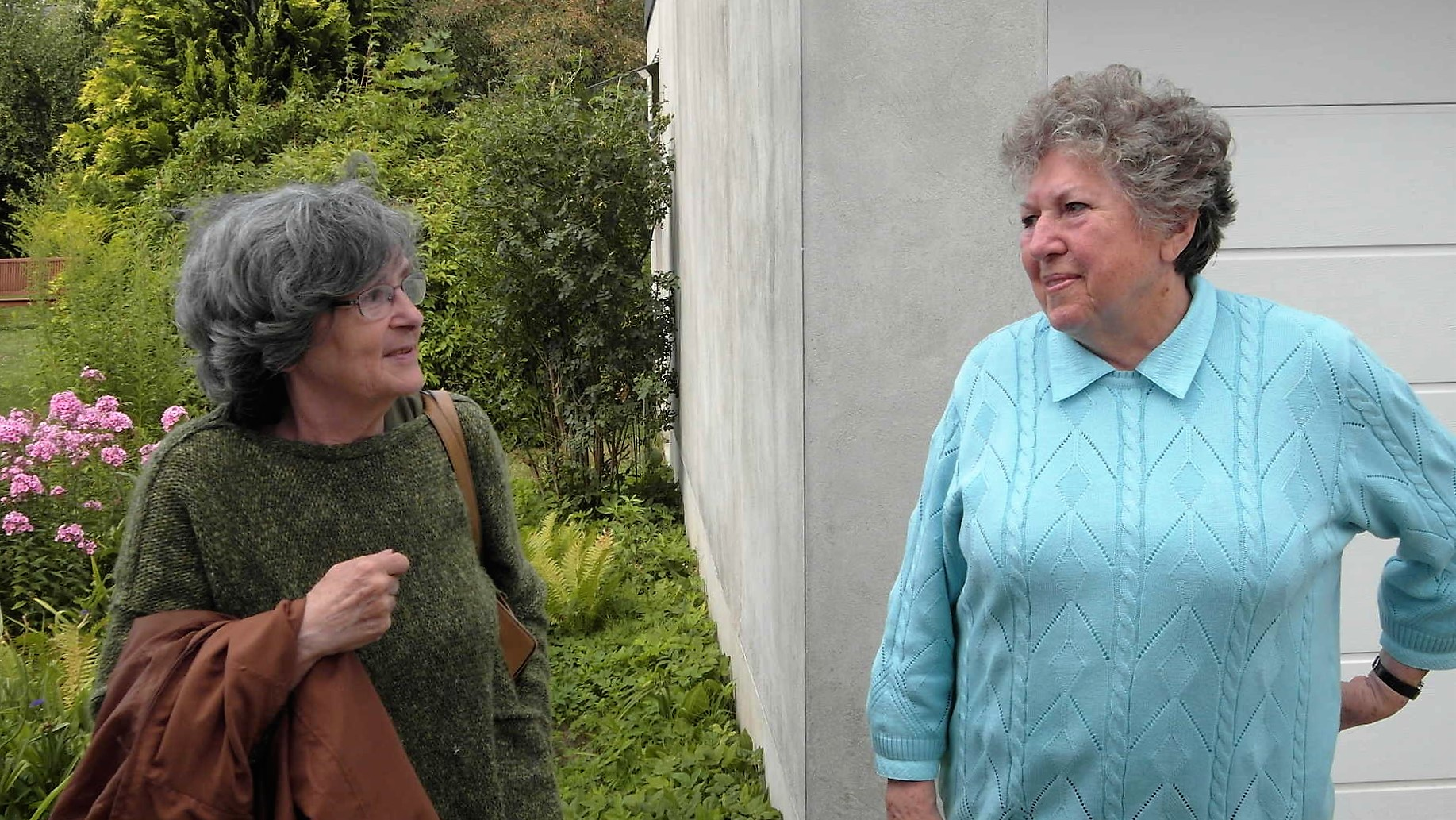
Nina Hager (l.) und Helga Hörz

Nina Hager (* 1950 in Ost-Berlin) ist eine ehemalige stellvertretende Vorsitzende der DKP und  Philosophin.

## Leben
Nina Hager ist eine Tochter des seinerzeitig für Ideologie zuständigen SED-Sekretärs Kurt Hager und dessen Ehefrau Sabina Hager, geb. Schauer.
1968 wurde sie Mitglied der SED. An der Humboldt-Universität zu Berlin studierte sie von 1968 bis 1973 Physik und verteidigte 1976 ihre Dissertation Philosophische Fragen der Modellproblematik am Beispiel der Festkörperphysik erfolgreich. 1987 erfolgte die Promotion B (Habilitation) mit der Arbeit  Mensch und Kosmos in der wissenschaftlich-technischen Revolution (philosophisch-weltanschauliche Aspekte).
Hager arbeitete seit dem Ende der 1970er Jahre unter der Leitung von Herbert Hörz am Zentralinstitut für Philosophie der Akademie der Wissenschaften der DDR im Fachbereich Philosophische Fragen der Wissenschaftsentwicklung und war dort bis zu dessen Abwicklung zum 31. Dezember 1991 unter Peter Ruben tätig. 1989 wurde sie durch den Präsidenten der Akademie zur Professorin ernannt.
Hager war stellvertretende Vorsitzende der DKP und Vorstandsmitglied des politischen Vereins Marx-Engels-Stiftung. Von 2012 bis 2016 war sie Chefredakteurin des DKP-Zentralorgans Unsere Zeit.
Nina Hager lebt in Berlin und hat einen sechs Jahre älteren Bruder. Seit 2017 ist sie Mitglied der Leibniz-Sozietät der Wissenschaften zu Berlin.

## Publikationen
- Modelle in der Physik. (erkenntnistheoretisch-methodologisch betrachtet). Akademie-Verlag, Berlin 1982.
- Der Traum vom Kosmos. Philosophische Überlegungen zur Raumfahrt. Dietz, Berlin 1988, ISBN 3-320-01101-4.
- mit Klaus Buttker (Hrsg.), Gerhard Banse: Verantwortung aus Wissen. Beiträge von DDR-Wissenschaftlern zu Friedensforschung und Friedenskampf.  Dietz, Berlin 1989, ISBN 3-320-01357-2.